# Lichenopora floridana
Lichenopora floridana är en mossdjursart som först beskrevs av Canu och Bassler 1928.  Lichenopora floridana ingår i släktet Lichenopora och familjen Lichenoporidae. Inga underarter finns listade i Catalogue of Life.